# Central Obrera Nacional-Sindicalista
La Central Obrera Nacional-Sindicalista (CONS) fue un sindicato español creado en 1934 por Falange Española de las JONS. La CONS se formó por iniciativa de Ramiro Ledesma y constituida por dos antiguos miembros de la anarquista CNT (Nicasio Álvarez de Sotomayor y Guillén Salaya), por Manuel Mateo (anteriormente comunista) y también por José García Vara y sus primeros miembros, provenientes de la UGT socialista.

## Historia
Animada por la subvención que recibiera del partido monárquico Renovación Española, para dar visos de realidad a su carácter nacional-sindicalista, decidieron dedicar parte de esa cantidad para subvencionarla dotándola de una sede central y, posteriormente, financiar su propaganda. La CONS absorbió los restos de un sindicato de las antiguas JONS con presencia en el gremio de conductores de taxis y de camareros. Posteriormente abrirían sedes en Valladolid y Zaragoza. 
La CONS, en su propaganda, asumía las reividicaciones de los sindicatos de clase UGT y el anarquista CNT, argumentando que sólo se diferenciaba de estos por su carácter nacionalista; llegando a alinearse con la CNT en los enfrentamientos que mantuviera ésta con otros sindicatos de carácter amarillo, principalmente con los Sindicatos Libres Carlistas.
Animados por la propaganda, se acercaron a su sede numerosos trabajadores en paro a los que se les expidía certificados de trabajo falsos. El 3 de septiembre de 1934 cerca de un millar de trabajadores se dirigieron a sus supuestos puestos en diferentes tajos de obras públicas con esos falsos certificados. Una vez allí se crearon disturbios y varios de estos parados resultaron heridos. Producido el incidente, la UGT presionó para boicotear a la central que quedó aislada sin actividad aparente. También se fracasó en el intentó de implantar la CONS en provincias, en parte por el rechazo y la hostilidad de los sindicatos de clase. Otro intento sindical de FE de las JONS, la Confederación de Empleados Nacionales (CENS), tampoco tuvo mucho éxito.
En 1961 la CONS fue, por orden gubernamental, disuelta e integrada en la Organización Sindical Española, el sindicato vertical oficial franquista.
En la actualidad la Unión Nacional de Trabajadores (UNT), fundada en enero de 1978, se considera sucesora de la CONS original.